# Paramakatoi Airport
Paramakotoi är en flygplats i Guyana.   Den ligger i regionen Potaro-Siparuni, i den centrala delen av landet, 270 km sydväst om huvudstaden Georgetown. Paramakotoi ligger 845 meter över havet.
Terrängen runt Paramakotoi är huvudsakligen lite kuperad. Paramakotoi ligger uppe på en höjd.  Trakten runt Paramakotoi är nära nog obefolkad, med mindre än två invånare per kvadratkilometer. I omgivningarna runt Paramakotoi växer i huvudsak städsegrön lövskog.